# Judith McGrath
Judith McGrath, född 21 april 1947 i Brisbane, död 20 oktober 2017 i Brisbane, var en australisk skådespelare. Hon är bland annat känd i rollen som fängelsevakten Colleen "Po-Face" Powell i TV-serien Kvinnofängelset. Hon medverkade även i bland annat A Country Practice och All Saints.